# Legio IV Italica

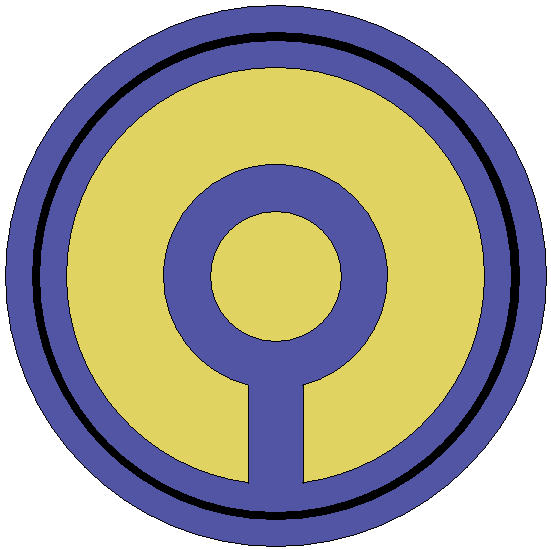
Escudo de la Legio IV Italica.

La Legio IV Italica (Cuarta legión «italiana») fue una legión romana, creada probablemente por el emperador Gordiano III en la primera mitad del siglo III, después de haber licenciado a la III Augusta, para su campaña persa. El apodo «Itálica» sugiere que los reclutas fueron originalmente de Italia. Se le conoce sólo por la Notitia Dignitatum (h. 400), donde la Quarta Italica («Cuarta Itálica») aparece entre los once regimientos pseudocomitatensis («de segunda línea») bajo el mando del magister militum per Orientem («Insignia del general del ejército en el Oriente») Sub dispositione viri illustris magistri militum per Orientem («A disposición del Ilustre General del Ejército en el Oriente»).